# Karel van Mander
Karel van Mander ou Carel van Mander (Meulebeke, maio de 1548 – Amsterdã, 11 de setembro de 1606), foi um pintor flamengo, poeta e biógrafo de Flandres Ocidental.
Estudou com Lucas de Heere, em Gante, e em 1568-1569, com Pieter Vlerick, em Kortrijk. Viveu em Roma de 1574 a 1577, onde se diz que tenha descoberto as catacumbas. Passou por Viena, onde, junto com o escultor Hans Mont, criou um arco triunfal para a entrada real do imperador Rodolf I.
Depois das desgraças da guerra e da peste, ele se estabeleceu em Haarlem, onde, junto com Goltzius Hendrik e Cornelis van Haarlem, abriu uma famosa academia de pintura. Escreveu uma grande obra com a biografia de pintores da época, chamada Schilderboeck, comparável a de Giorgio Vasari.